# Крупнишка акция на ВМРО
Крупнишката акция е наказателна акция, организирана от Вътрешната македонска революционна организация, над дейци на Българската комунистическа партия, Българския земеделски народен съюз и други левичари, проведена през август 1925 година. 9 души са осъдени на смърт и екзекутирани.
През август 1925 година ВМРО разкрива нелегална комунистическа група в горноджумайското село Крупник. На 13 август организацията извършва арести. Комунистите са обвинени в пропаганда и дейност против ВМРО и са изправени пред специален революционен съд, който ги осъжда на различни наказания, включително и на смърт. На 24 август в местността Орловец са екзекутирани 9 бивши общински съветници и дейци на БКП и БЗНС – Стоян Газерски, Ангел Кипров, Партени Партениев, Симеон Попов, Костадин Трендафилов, Трошан Трошанов, Кральо Цветков, Йосиф Чакалски и Петър Чакалски. На лобното им място по-късно е издигнат паметник.